# ویرجینیا مادسن
ویرجینیا مادسن (به انگلیسی: Virginia Madsen) بازیگر سینما و تلویزیون زاده ۱۹۶۱ میلادی است که در شهر شیکاگو، ایلینویی آمریکا زاده شد. وی در سینما با فیلم‌های جن زدگی در کنتیکت،مرد آبنباتی، گردش شنل قرمزی و آملیا، جوی، جادوی بل آیل، فضانورد کشاورز و دیوار آتش نقش آفرینی کرد. ویرجینیا در سریال‌های سی اس آی: میامی، همراهان، قربانی عشق، کوه‌نشین ۲، کلاس، گاتهام، یک روز مانند یک شیر، همه بیابان، اثر موج‌دار، والتر و مانک هم ایفای نقش داشت.